# Пјер Дипон
Пјер Дипон (фр. Pierre Dupong; Хајсдорф, 1. новембар 1885 — Луксембург, 23. децембар 1953) је био луксембуршки политичар и државник. Био је шеснаести премијер Луксембурга и на овом положају је провео 16 година, од 5. новембра 1937. све до смрти 23. децембра 1953. године.
Између 1940. и 1944. предводио је владу у егзилу у Монтреалу након што је Луксембург окупирала Нацистичка Немачка.